# بلاروس
جمهوری بلاروس (به بلاروسی: Беларусь، الفبای لاسینکا: Belaruś؛ (به روسی: Белору́ссия)، نام قدیمی‌تر: Белору́ссия تلفظ: بِلُروسّییا) یا روسیه سفید یک کشور محصور در خشکی در اروپای شرقی است که با کشورهای روسیه، اوکراین، لهستان، لیتوانی و لتونی هم‌مرز است. پایتخت آن شهر مینسک است، و شهرهای مهم دیگر آن برست، گرودنو، گومل، موگلیف و ویتبسک هستند.
در بیشتر دوران قرون وسطی، این ناحیه که هم‌اکنون تحت عنوان بلاروس شناخته می‌شود، بخشی از سرزمین‌های دیگر بود که از آن جمله می‌توان به دوک‌نشین پولاتسک، دوک‌نشین بزرگ لیتوانی، مشترک‌المنافع لهستان–لیتوانی و امپراتوری روسیه اشاره کرد. نهایتاً، در سال ۱۹۲۲، به یک جمهوری در اتحاد شوروی تحت عنوان بلاروس SSR (بلاروس شوروی) تبدیل شد.
این جمهوری به‌طور رسمی در ۲۷ اوت ۱۹۹۰، حاکمیت خود را اعلام کرد، و در پی فروپاشی اتحاد جماهیر شوروی، استقلال خود را به‌عنوان جمهوری بلاروس در ۲۵ اوت ۱۹۹۱ اعلام کرد.
از سال ۱۹۹۴ تاکنون، الکساندر لوکاشنکو رئیس‌جمهور این کشور بوده است. بلاروس فعلاً در حال مذاکره با همسایه خود روسیه است تا هر دو کشور در میان سایر موارد، اقتصاد خود را در طرحی به نام اتحادیه روسیه و بلاروس با همدیگر یکپارچه کنند. این کشور هنوز هم متحمل آثار انفجار هسته‌ای در حادثه چرنوبیل در سال ۱۹۸۶ است، که در همسایگی جمهوری سوسیالیست شوروی اوکراین قرار داشت.
در پی مناقشات مرزی روسیه با اوکراین، لوکاشنکو قویا حمایت خود از روسیه را اعلام کرد و گفت کشورش در صورت حمله به روسیه، وارد جنگ خواهد شد و قول داد در صورت درگیری، «صدها هزار» سرباز روس را در خاک خود خواهد پذیرفت.
از لحاظ رسمی، این کشور تحت عنوان جمهوری بلاروس (به بلاروسی: Рэспубліка Беларусь؛ به روسی: Республика Беларусь،Respublika Belarus) شناخته می‌شود، در حالی که نام کوتاه آن بلاروس است. برخی کاربرد عبارت «بلاروسی» را که با استفاده از بیان مستقیم روسی‌سازی آن بوده، کسر شأن می‌دانند. این نام به‌طور نادرست به «روسیه سفید» ترجمه شده، که این نام به یک منطقه‌ای جداگانه اشاره دارد.

## نام

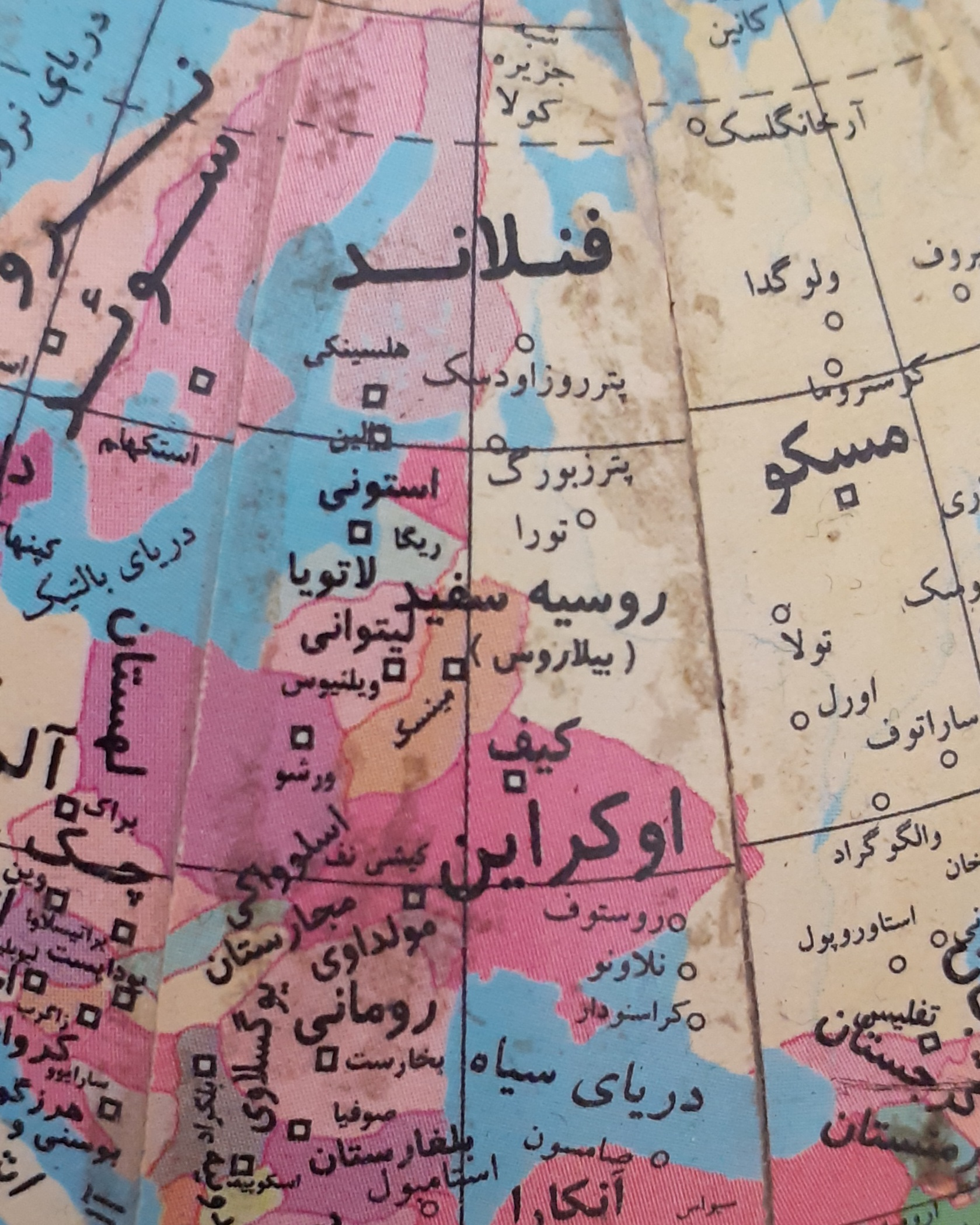
عبارت روسیه سفید در نقشه بلاروس

از لحاظ تاریخی، نام این کشور در زبان انگلیسی به «روسیه سفید» یا به نام تلفظ اصلی خودش (بلا: سفید) اشاره شده است. اما این نام دقیقاً درست نیست؛ ترجمه درست آن عبارت است از: روتنیای سفید (ناحیه‌ای در اوکراین)؛ که این اقدام (نادرست) تا امروز در زبان‌های دیگر نیز تداوم یافته است.
نخستین کاربرد شناخته‌شده از کلمه «روسیه سفید» راجع به بلاروس در اواخر قرن شانزدهم از سوی فردی اروپایی به نام جرومی هورسی صورت گرفت. او این اصطلاح را برای تشریح امپراتوری ایوان مخوف به کار برد. طی قرن هفدهم، تزارهای روسی از عبارت «روتنیای سفید» استفاده کردند که تلاش می‌کردند میراث خود را از (سرزمین) همسود لهستان-لیتوانی بگیرند. پس از آن که این همسود فروپاشیده شد، سرزمین‌هایی که هم‌اکنون بلاروس را تشکیل می‌دهند به‌طور رسمی تحت عنوان «بلاروس» و «بلاروسی» نامیده شدند و این نام‌ها جایگزین نام‌های ممنوعه «لیتوا» و «لیسوینی» بودند و کاربرد آن شدند.
تلفظ‌های بلوروسیه و بیلوروسیه نقل حروف نام این کشور بر اساس (تلفظ) روسی است. بلاروس در روزهای امپراتوری روسیه «بلوروسیه» نامیده می‌شد و تزار روسیه معمولاً «امپراتور کل روس‌ها - روسیه بزرگ، روسیه کوچک، و سفید» خوانده می‌شد. این کار در سراسر دوران شوروی ادامه یافت، ضمن آن‌که نام رسمی این کشور نام جمهوری فدراتیو سوسیالیستی روسیه شوروی برای خود انتخاب کرده بود. برخی از اهالی بلاروس با نام «بلاروسیه» مخالف هستند، زیرا این نام، در نظرشان روزهای تسلط حکومت روسیه و شوروی را تداعی می‌کند.
در سال ۲۰۰۲، یک بررسی اطلاعاتی از سوی وب‌سایتی
انجام گرفت تا ببینند کدام نسخه از این نام در اکثر وب سایت‌ها مورد استفاده قرار می‌گیرد. با استفاده از گوگل، وب سایت به جستجوی اصطلاحات گوناگون و عباراتی پرداخت که در آن کلمه «بلاروس» وجود داشت، و شکل رسمی کوتاه آن نام برای ۹۳٪ از وب سایت‌ها مورد استفاده قرار گرفته بود. تلفظ‌های «بلاروسیه»، «بیلوروسیه» و «بیلوروسیا» در ۱٪ تا ۲٪ از موارد به کار رفته بود.
امروزه شماری از زبان‌ها هنوز از بلاروس به عنوان روسیه سفید نام می‌برند، همچون «Weiβrussland» در زبان آلمانی، «بیاض روسیه» در زبان ترکی یا «Λευκορωσία» (لوکوروسیه) در زبان یونانی.

## تاریخ
بین قرون ششم و هشتم میلادی، آنچه که هم‌اکنون به نام بلاروس نامیده می‌شود تحت سکونت اسلاوها قرار داشت، که هنوز هم بر آن کشور سیطره دارند. کم‌کم اسلاوهای قدیمی شرق شروع به برقراری ارتباط با ورنجیان‌ها نمودند و کشوری را تحت عنوان روسیه تشکیل دادند، که عمدتاً نواحی اطراف پولوتسک نوین امروزی در بخش شمالی آن کشور در بر می‌گیرد. در قرن ۱۳ ام، این کشور به نحو ناهنجاری تحت تأثیر حمله مغول‌ها قرار گرفت، و نهایتاً بخش‌هایی از روسیه توسط دوک‌نشین بزرگ لیتوانی بلعیده (تصرف) شد. سرزمین‌های اصلی این دوک‌نشین شامل نواحی اطراف شهرهای کرناوه، تراکای، ویلنیوس، بودند، اما خود دوک‌نشین اغلب در حال نبرد بود و فتوحات مشهوری را علیه مغول‌ها در شرق، ترک‌های عثمانی در جنوب و دولت شوالیه‌های تتونیک در غرب داشتند. تا قرن ۱۵ ام، دوک‌نشین بزرگ لیتوانی تا بخش عمده‌ای از اروپای باختری، از دریای بالتیک تا دریای سیاه گسترش یافت.
در ۲ فوریه ۱۳۸۶، دوک بزرگ لیتوانی، ولادسلاو دوم یوگایوا، پادشاه لهستان شد، و دوک‌نشین بزرگ را با لهستان در یک اتحاد شخصی تحت کنترل یک حکومت درآورد. این اتحادیه شخصی نهایتاً به ایجاد همسود لهستان-لیتوانی، یک کشور جدید در سال ۱۵۶۹، منجر گردید. اما تا سال ۱۷۹۵، این کشور تقسیم شد و بر مبنای تقسیمات همسود لهستان-لیتوانی از طریق الحاق روسیه امپراتوری، پادشاهی پروس و هابسبورگ اتریش به هم پیوست. مناطق بلاروس تا زمان اشغال آن به وسیله امپراتوری آلمان طی جنگ جهانی اول به عنوان بخشی از قلمرو روسیه باقی‌ماند.
نخستین بار بلاروس استقلال خود را در ۲۵ مارس ۱۹۱۸ با تشکیل جمهوری خلق بلاروس اعلام نمود. اما این جمهوری، عمر کوتاهی داشت، و حکومت آن به زودی پس از خروج آلمان سرنگون شد. در سال ۱۹۱۹، بلاروس به جمهوری شوروی سوسیالیستی بلاروس تبدیل شد، و پس از اشغال لیتوانی شرقی از سوی روسیه، در جمهوری سوسیالیستی لیتوانی-بلاروس شوروی ادغام شد. پس از پایان جنگ شوروی و لهستان در سال ۱۹۲۱، سرزمین‌های بلاروس میان لهستان و بلاروسیه تازه تأسیس SSR تقسیم گردید، که یک عضو بنیادی جمهوری‌های سوسیالیست اتحاد شوروی در سال ۱۹۲۲ شد. در سپتامبر ۱۹۳۹، اتحاد شوروی در نتیجه معاهده معاهده عدم تعرض مولوتف-ریبنتروپ، به سرزمین بلاروس تحت کنترل لهستان پیوست شد.
در سال ۱۹۴۱، آلمان نازی عملیات بارباروسا را با حمله به اتحاد شوروی انجام داد. بلاروس به زودی پس از آن تسخیر شد، و اشغال بلاروس توسط آلمان نازی تا سال ۱۹۴۴ ادامه یافت. بیشتر زیرساخت‌های کشور نابود شد و بخش عمده‌ای از جمعیت آن در حمله آلمان کشته شدند. مردم یهودی بلاروس نیز طی واقعه هولوکاست دچار فاجعه شدند. این موضوع تا سال ۱۹۷۱ ادامه داشت تا این که جمعیت مردم بلاروس به سطح پیش از جنگ رسید. اما جمعیت یهودیان هرگز ترمیم نشد.
پس از پایان جنگ، بلاروسیه، یکی از ۵۱ امضاکننده منشور ملل متحد در سال ۱۹۴۵ بود. بازسازی که پس از جنگ در بلاروس انجام گرفت در مقایسه با جمهوری شوروی آبادانی قابل مقایسه‌ای را به دنبال داشت. در طی این زمان، بلاروس به مرکزی اصلی سازندگی در ناحیه غرب اتحاد جماهیر شوروی تبدیل شد. افزایش مشاغل باعث سرازیر شدن جمعیت مهاجر فراوانی از جمهوری فدراتیو سوسیالیستی روسیه شوروی به این کشور گردید.
طی دوران ژوزف استالین، سیاست روسی‌سازی برای «حفاظت» SSR بلاروسیه در برابر نفوذهای کشورهای غربی آغاز شد. این برنامه قرار بود در هویت فرهنگی بلاروس ریشه داشته باشد که با عناصر روسی جایگزین شد. این سیاست شامل اعزام روس‌ها از نقاط گوناگون اتحاد شوروی و قرار دادن آن‌ها در نقاط کلیدی داخل حکومت SSR بلاروسیه بود. استفاده رسمی از زبان بلاروسی و دیگر جنبه‌های فرهنگی نیز به سیاست‌های اتحاد شوروی/مسکو محدود می‌شد. پس از مرگ استالین در سال۱۹۵۳، جانشین او، نیکیتا خروشچف به برنامه روسی‌سازی ادامه داد، پایتخت SSR بلاروسیه را شهر مینسک قرار داد که «هرچه همه ما زودتر به روسی صحبت کنیم، باید زودتر کمونیسم را برقرار نماییم».
در سال ۱۹۸۶، بخشی از بلاروس تحت تأثیر فاجعه چرنوبیل قرار گرفت که این حادثه در همسایگی اوکراین رخ داد. زمانی که نخست‌وزیر شوروی میخائیل گورباچف شروع به اجرای برنامه پرسترویکای خود نمود، مردم بلاروس با فرستادن نامه‌ای به وی در دسامبر ۱۹۸۶، دربارهٔ نزول فرهنگ خود شرح دادند. این رخداد از سوی مورخان، «چرنوبیل فرهنگی ۱» نام‌گذاری شده است.
در ژوئن ۱۹۸۸، گورهای دسته‌جمعی در شهر کوراپاتی کشف گردید. بنا به ادعاها، این گورها در حدود ۲۵۰ هزار نفر از قربانیان (دوره) استالین را در خود جای می‌داد. برخی اظهار می‌نمایند که این کشف گواهی بر این مسئله است که دولت شوروی تلاش می‌نموده که مردم بلاروس را از بین ببرد و همین موجب شده تا برخی از آن‌ها خواهان استقلال شوند.

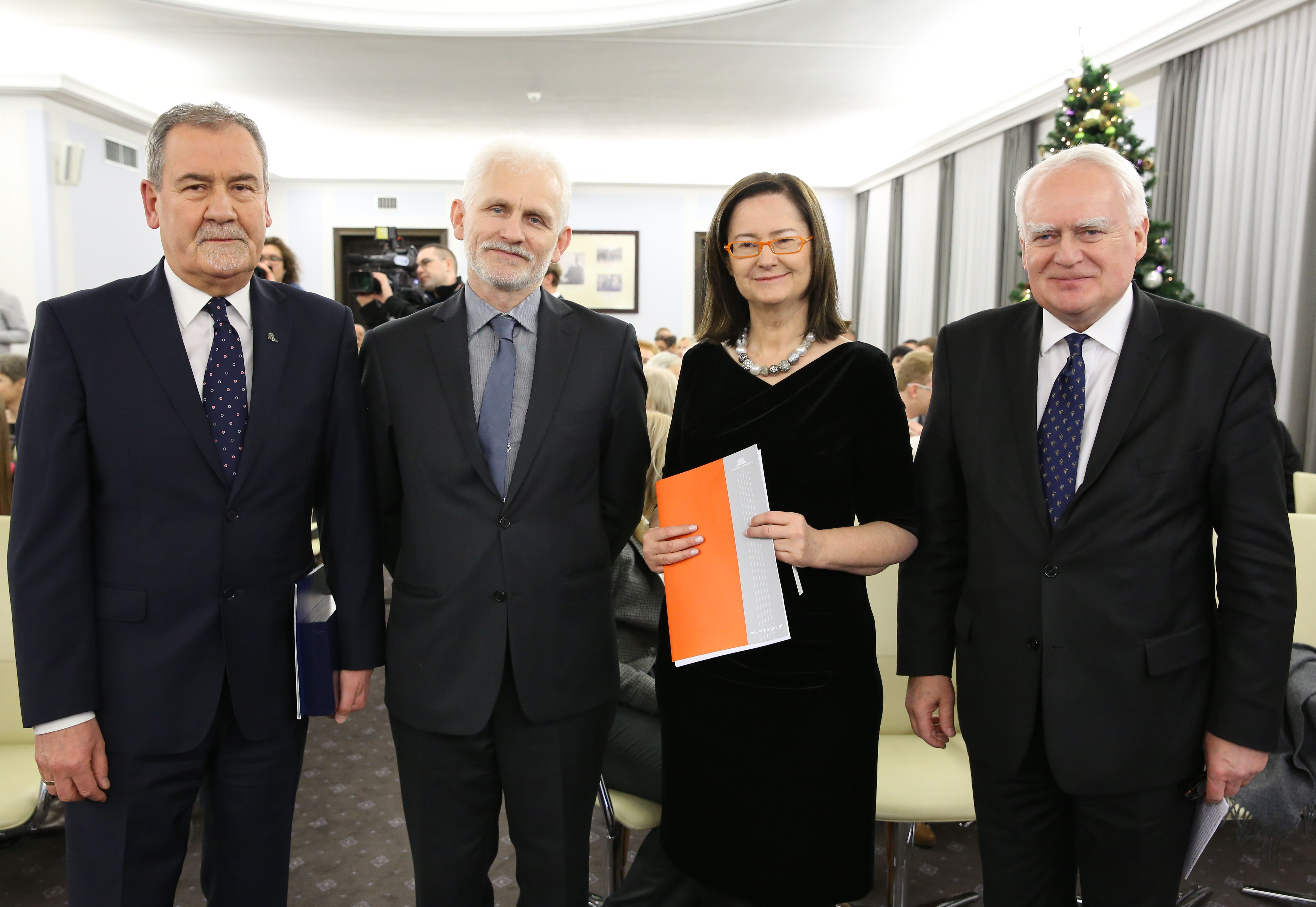
آلس بیالیاتسکی، فعال مدنی و زندانی عقیدتی سابق اهل بلاروس در مراسم اهدای جایزه پاول ولدوکویچ

بلاروس در ۲۷ ژوئیه ۱۹۹۰ موجودیت خود را اعلام نمود، و در ۲۵ اوت ۱۹۹۱، جمهوری شوروی سوسیالیستی بلاروس با به دست آوردن استقلال کامل خود، رسماً به جمهوری بلاروس تبدیل شد. در حدود همان زمان بود که استانیسلاو شوشکویچ رئیس شورای عالی بلاروس در مقام رهبری بلندپایه بلاروس گردید. ششکویچ، در کنار بوریس یلتسین از روسیه و لئونید کراوچوک از اوکراین در ۸ دسامبر۱۹۹۱ در بلاوژسکایا پوشچا در همایشی رسماً انحلال اتحاد شوروی و تشکیل کشورهای مستقل مشترک‌المنافع را اعلام نمودند. از سال ۱۹۹۴، کشور به وسیله الکساندر لوکاشنکو رهبری می‌شد، که مورد انتقاد دولت‌های غربی، (گروه) ناظر حقوق بشر، و دیگر سازمان‌های غیردولتی غربی به خاطر سیاست‌های داخلی خود به سبک اتحاد شوروی پیشین، واقع شد.
از سال ۲۰۰۵، به نظر می‌رسد که جنبشی در بلاروس به سوی اتحاد دوباره با روسیه صورت گرفته باشد. در نوامبر ۲۰۰۵، یک پیش‌نویس از قانون اساسی برای تصویب به هردو (رئیس‌جمهور) ولادیمیر پوتین و لوکاشنکو تسلیم شده است.
این حرکت، در کنار دیگر موارد، بخشی از طرح ۱۹۹۶ بود که توسط لوکاشنکو و رئیس‌جمهور پیشین روسیه، بوریس یلتسین برای ایجاد اتحادیه روسیه و بلاروس انجام گرفت.

### اعتراضات بلاروس (۲۰۲۰)
اعتراض‌های ادامه‌دار مردم این کشور است که به انقلاب دمپایی موسوم است و شامل مجموعه‌ای از اعتراض‌های خیابانی علیه دولت اقتدارگرای الکساندر لوکاشنکو رئیس‌جمهور فعلی بلاروس است.

## سیاست

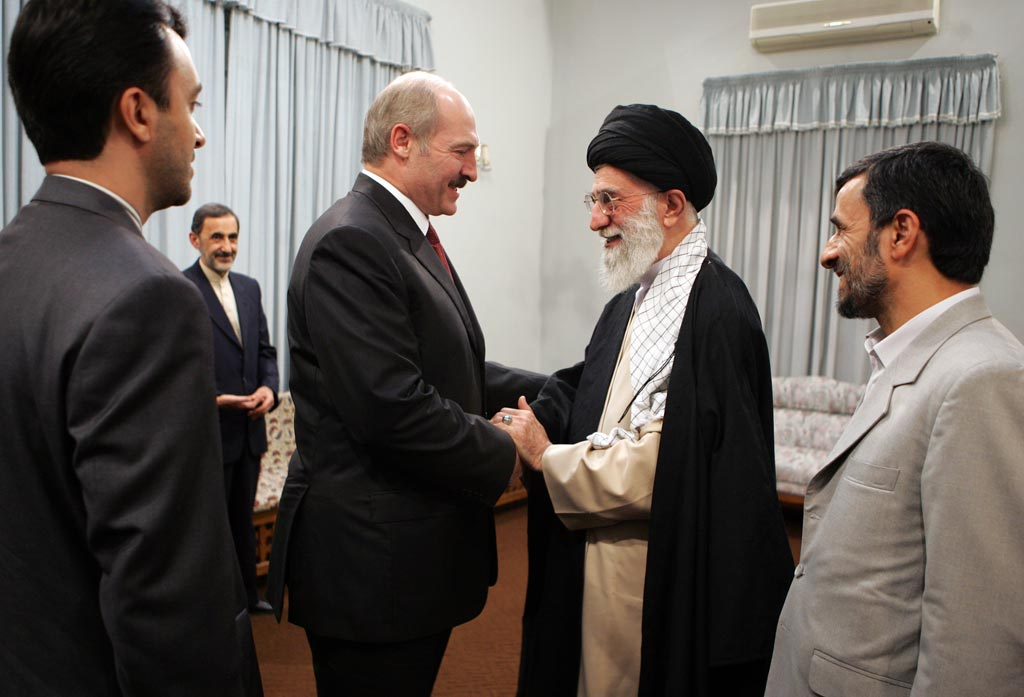
لوکاشنکو، خامنه‌ای و احمدی‌نژاد در سال ۲۰۰۶

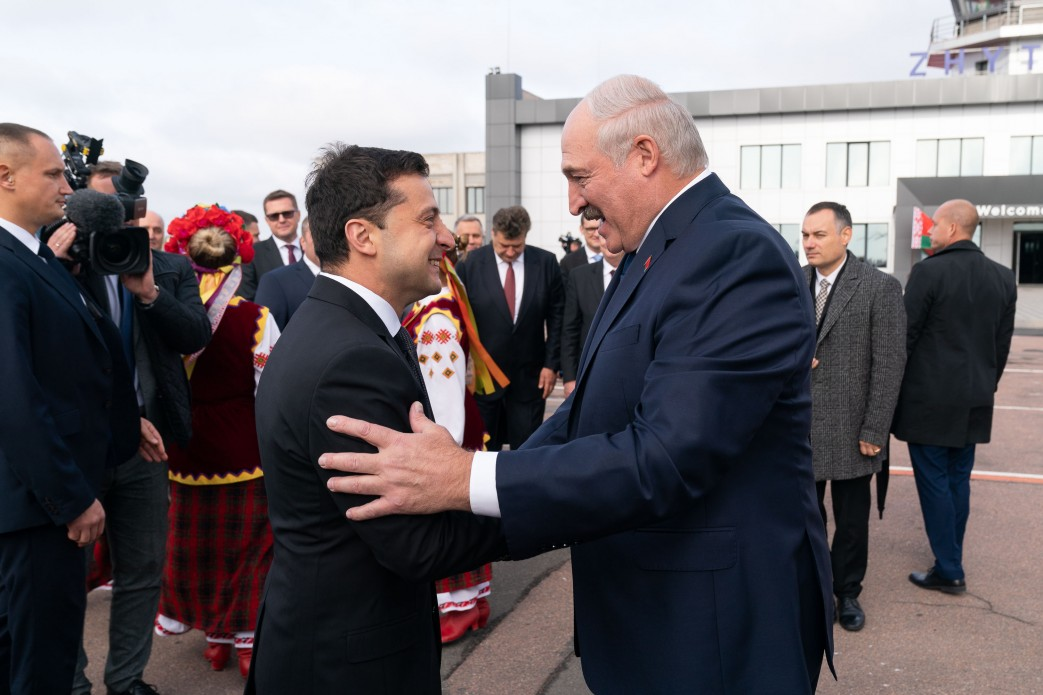
لوکاشنکو رئیس‌جمهور بلاروس و زلنسکی رئیس‌جمهور اوکراین

بلاروس یک جمهوری است که توسط رئیس‌جمهور و مجلس دوگانه آن –مجلس ملی جمهوری بلاروس و مجمع ملی- اداره می‌شود که شامل یک مجلس پایین دستی، مرکب از ۱۱۰ عضو مجلس نمایندگان جمهوری بلاروس مجلس نمایندگان، و یک مجلس بالادست، با ۶۴ عضو شورای جمهوری بلاروس شورای جمهوری است. مجلس نمایندگان اختیار دارند تا نخست‌وزیر بلاروس را منصوب نمایند، اصلاحاتی در قانون اساسی بدهند، به نخست‌وزیر رأی اعتماد داده و پیشنهادهایی راجع به سیاست خارجی و داخلی بلاروس ارائه نمایند. شورای جمهوری این قدرت را دارد که مقامات گوناگون دولتی را انتخاب نموده، رئیس‌جمهور را استیضاح کرده و نیز اختیار دارد تا لوایح مورد تصویب مجلس نمایندگان را قبول یا رد نماید.
هر یک از این مجامع می‌توانند هرگونه قانون مصوب از سوی مقامات محلی را در صورتی که مغایر با قانون اساسی بلاروس باشد، رد (وتو) کنند. رئیس‌جمهور- از سال ۱۹۹۴، الکساندر لوکاشنکو- رهبر کشور می‌باشد. دولت، شورایی از وزرا به ریاست نخست‌وزیر بلاروس است؛ اعضای شورای وزیران لازم نیست عضو مجلس (قوه مقننه) باشند، و از سوی رئیس‌جمهور تعیین می‌شوند. قوه قضائیه شامل دادگاه عالی و دادگاه‌های ویژه گوناگونی همچون دادگاه قانون اساسی بلاروس است، که به قانون اساسی یا قوانین اجرایی می‌پردازد. قضات دادگاه قانون اساسی از سوی رئیس‌جمهور انتخاب شده و مورد تأیید شورای (مجمع) جمهوری قرار می‌گیرند.
در بلاروس، با این که احزاب سیاسی وجود دارند که یا موافق یا مخالف رئیس‌جمهور لوکاشنکو هستند، اکثریت کرسی‌های مجمع ملی توسط افرادی اشغال می‌شود که وابستگی به هیچ‌یک از احزاب سیاسی ندارند. اما، سه حزب وجود داند که کرسی‌های مجلس نمایندگان را اشغال می‌کنند: حزب کمونیست بلاروس (۸ کرسی)، حزب کشاورزان بلاروس (۳ کرسی)، و حزب لیبرال دموکرات بلاروس (۱ کرسی). دو حزب دیگر که متعهد به حمایت از لوکاشنکو، حزب سوسیالیست ورزش دوست بلاروس و حزب جمهوریخواه کار و عدالت می‌باشند که در انتخابات اکتبر۲۰۰۴ هیچ کرسی را به دست نیاوردند. احزاب مخالف، همچون جبهه خلق بلاروس و حزب متحد غیرنظامی بلاروس نیز هیچ کرسی را در آن احراز نکردند. UCPB و BPF احزاب دیگری هستند که ائتلاف خلق به علاوه ۵، گروهی از احزاب سیاسی مخالف لوکاشنکو، را شامل می‌شوند. سازمان‌های متعددی از جمله OSCE سازمان امنیت و همکاری در اروپا OSCE، این انتخابات را به سبب نتایج منفی احزاب مخالف و غرض ورزی رسانه‌های بلاروس به سود دولت، فاقد آزادی لازم اعلام نمودند.

### گزارش راجع به انتخابات پارلمانی دسامبر ۲۰۰۴

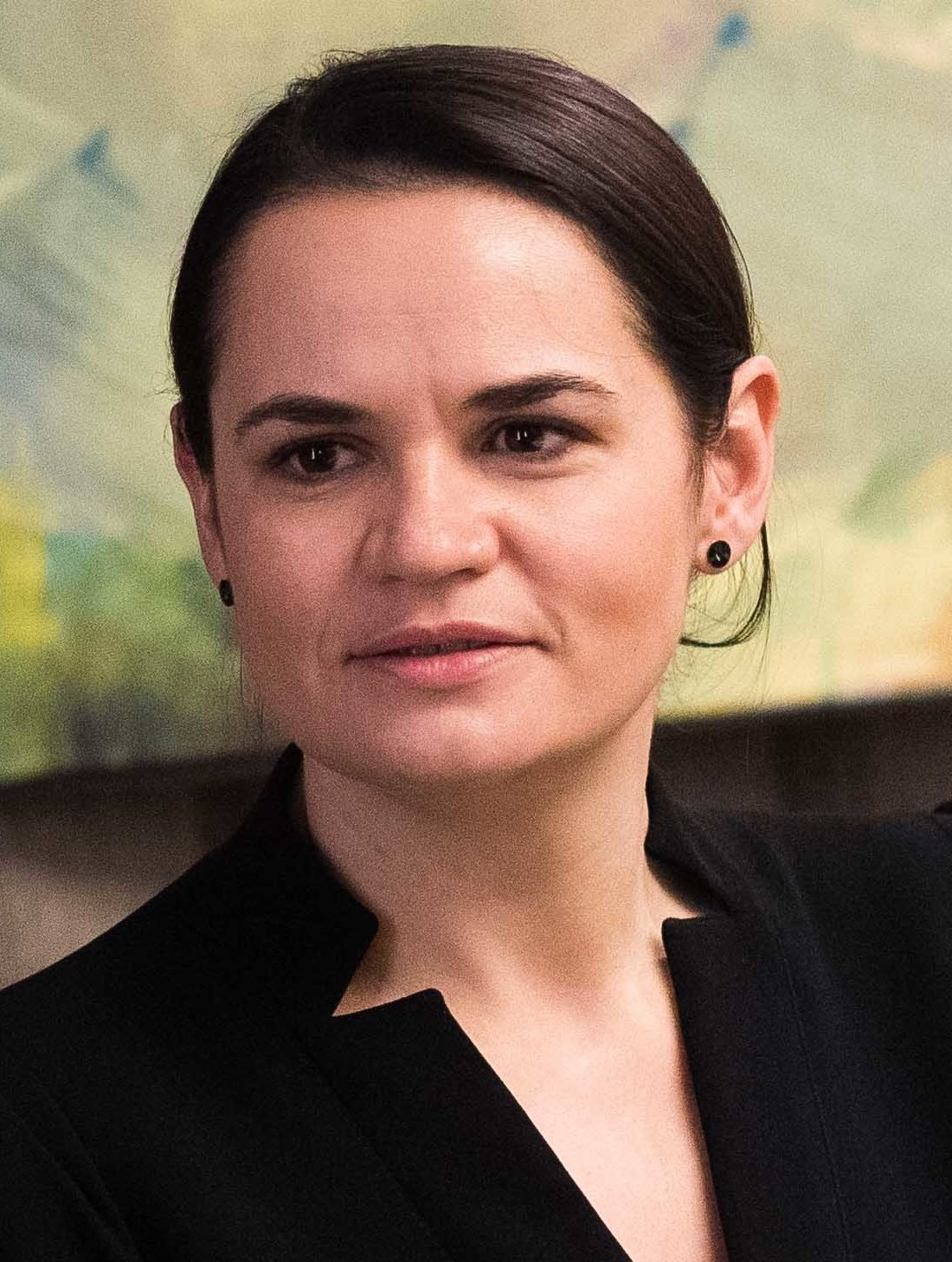
سوتلانا تیخانوفسکایا آموزگار، مترجم و کنشگر سیاسی مستقل بلاروسی

در انتخابات ۲۰۰۰، مجلس نتایج چهار دور از رأی‌گیری را پیش از آن که تمامی کرسی‌ها پر شود، به خود اختصاص داد؛ و سرانجام، ۸۶٪ نمایندگان منتخب از میان اعضای مستقل بودند، و باقی آن‌ها نمایندگان از میان احزابی انتخاب شدند که از لحاظ سنتی به رئیس‌جمهور وفادار بودند.
دور بعدی انتخابات در ۱۹ مارس ۲۰۰۶ برگزار شد و این انتخابات نیز گزینش رئیس‌جمهور را شامل می‌شد. لوکاشنکو در این انتخابات در برابر الکساندر میلینکویچ، نامزد معرفی شده از سوی ائتلاف احزاب مخالف قرار گرفت. دیگر نامزد مخالف، الکساندر کازولین از دموکرات‌های سوسیالیستی بود که طی اعتراضاتی که توسط مجمع کل خلق بلاروس پیرامون موضوع تصدی لوکاشنکو ابراز شد، دستگیر و مورد ضرب و شتم قرار گرفت. این واقعه در بین سایر حوادث، به دلیل اظهار نگرانی نسبت به انتخابات ۲۰۰۶ بود که بی‌نظمی‌هایی را به همراه خود داشت. رئیس‌جمهور با به دست آوردن ۸۰٪ آراء، پیروز بلامنازع انتخابات شد. اما این انتخاب از نظر سازمان امنیت و همکاری اروپا (OSCE) ناعادلانه بود. از لوکاشنکو نقل قول شده که گفته بود وی سبک حکومت خودکامه را برای کنترل و نظارت بر کشور به کار می‌گیرد.
شورای (مجمع) اروپا از سال ۱۹۹۷ به دلیل تخلفات غیر دموکراتیک در انتخابات در همه‌پرسی قانون اساسی و مجلس از طریق برگزاری انتخابات ثانویه از عضویت در این اتحادیه محروم نمود. بر طبق مفاد کمیسیون و نیز مجمع اروپا، قانون اساسی بلاروس «نامشروع بوده و حداقل استانداردهای دموکراتیک را در برندارد و از این رو از اصول جداسازی اختیارات و اصل قانون عدول می‌نماید.»
دولت بلاروس همچنین به خاطر موارد تجاوز به حقوق بشر، و فعالیت‌های آن علیه سازمان‌های غیردولتی، روزنامه‌نگاران مستقل، اقلیت‌های ملی و سیاستمداران مخالف خود مورد انتقاد قرار گرفت.
طی دوره زمامداری دستگاه جاری حکومت در بلاروس، موارد متعددی از تعقیب قانونی و آزار و اذیت وجود داشته است، از جمله غیبت اجباری، ناپدید شدن یا مرگ رهبران سرشناس مخالف و روزنامه‌نگاران مستقل. بلاروس همچنین یکی از تنها دو کشوری در اروپا است که مجازات مرگ را برای جنایات خاص اعمال می‌کند (کشور دیگر آلبانی است). وزیر خارجه آمریکا، کاندولیزا رایس خطاب به کمیته سنای آمریکا در روابط خارجی، بلاروس را در میان شش کشوری معرفی نمود که به عنوان بخشی از فهرست «بازماندگان (دوران) ستمگری» آمریکا قرار دارند. وزارت خارجه بلاروس اظهار داشت که بیانات وزیر خارجه آمریکا، رایس «پایه سستی» برای ایجاد یک اتحاد مناسب بین بلاروس و آمریکا است.
بلاروس به عنوان «یک اتحاد شوروی در مقیاس کوچک در بهترین دوره‌ها» توصیف شده است.

## تقسیمات کشوری

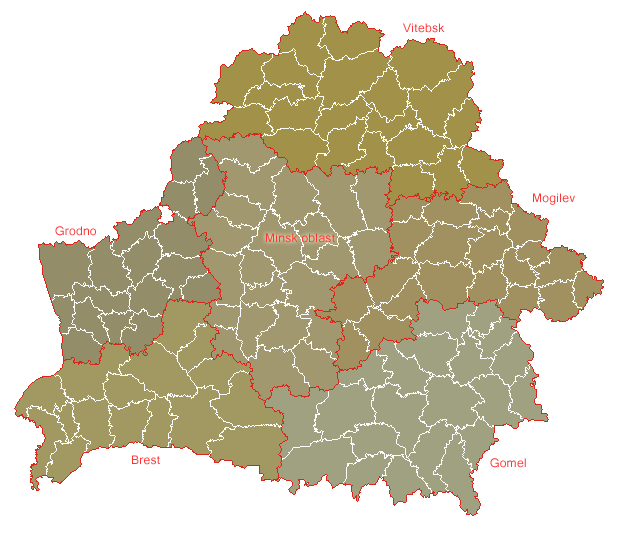
تقسیمات کشوری

بلاروس به شش استان (اوبلاست) تقسیم می‌شود، که شهرهای آن به عنوان مراکز اداری آن نامیده می‌شوند. شهر مینسک، واقع در ایالت مینسک، دارای جایگاه ویژه‌ای از یک زیر مجموعه کشوری است که هیچ‌یک از این اوبلاست‌ها آن را شامل نمی‌شوند.
تقسیم‌بندی زیر گروهی " اوبلاست " میراث دوره شوروی است. اوبلاست‌ها نیز خود به زیرگروه‌هایی به نام " رایون "ها تقسیم می‌شوند. ترجمه رایج این واژه " بخش "ها یا " نواحی" است. مقامات اداری محلی (" رایساوت "، "مشاور رایون ") از سوی ساکنین رایون انتخاب می‌شوند؛ و مقامات اجرایی محلی ("مدیریت رایون ") نیز توسط مسئولان بالاتر اجرایی منسوب می‌گردند. به همین صورت، هر اوبلاستی دارای یک مقام قانونگذار خود ("اوبلزووت ") بوده که از طرف ساکنان آنجا انتخاب می‌شود، و نیز یک مقام اجرایی ("مدیریت اوبلاست ") که رهبر آن از سوی رئیس‌جمهور تعیین می‌شود.
(مراکز مدیریتی در داخل پرانتزها قرار گرفته‌اند)
1. مینسک (پایتخت)
2. منطقه بریست (برست)
3. منطقه گومل (گومل)
4. منطقه گرودنو (گرودنو)
5. منطقه موگیلف (موگیلف)
6. منطقه مینسک (مینسک)
7. منطقه ویتبسک (ویتبسک)

## جغرافیا

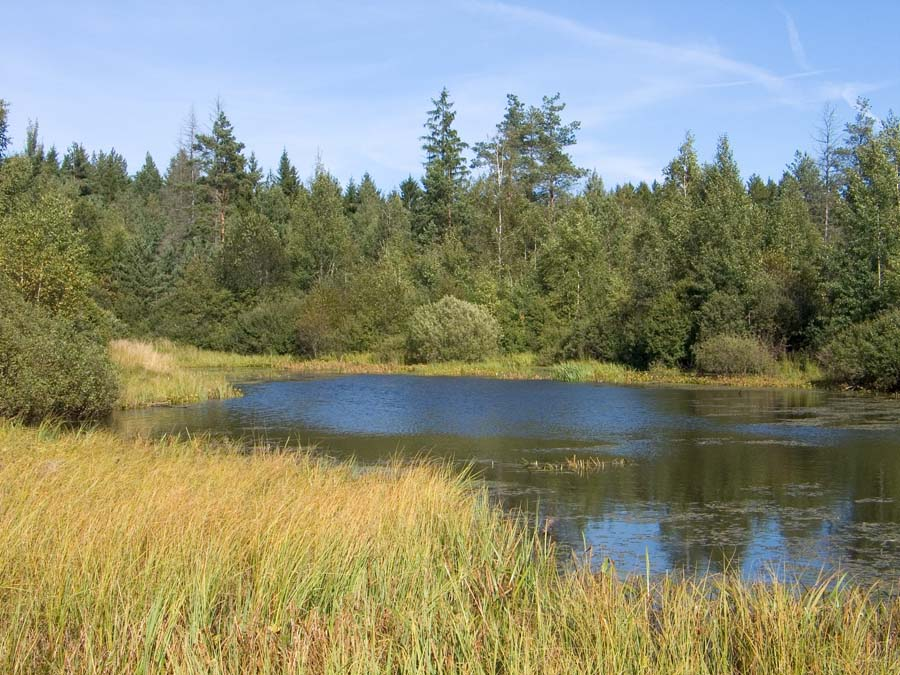
تالاب‌ها، جنگل‌ها و دریاچه‌ای در بلاروس

مساحت کشور بلاروس ۲۰۷٬۵۹۵ کیلومتر مربع و کم و بیش اندازه گویان است. بلاروس یک کشور دور از دریا و محصور در خشکی، نسبتاً پست، و شامل نواحی گسترده‌ای از سرزمین‌های باتلاقی (مردابی) است. دریاچه‌ها و رودخانه‌ها این کشور را بریده بریده نموده‌اند.
بزرگ‌ترین منطقه باتلاقی آن پولزیا است که در میان وسیع‌ترین تالاب‌های اروپایی قرار دارد. ۱۱ هزار دریاچه در بلاروس وجود دارد، اما اکثر این دریاچه‌ها کمتر از ۵/۰ کیلومتر مربع (۱۲۴ مایل مربع) وسعت دارند. سه رودخانه اصلی در داخل این کشور جریان دارند، رود نمان، رود پریپیات، و رود دنیپر.
بلندترین نقطه بلاروس در جیارژینسکایا هارا (تپه جیارژیانسکارا) به بلندای ۳۴۵ متر (۱۱۳۲ پا) است. اقلیم آن از زمستان‌های بسیار سرد (دمای متوسط در ژانویه در دامنه‌ای بین ۸- درجه سلسیوس تا ۲- درجه سلسیوس) تا تابستان‌های خنک و بارانی (میانگین دمای ۱۵ درجه سلسیوس تا ۲۰ درجه سلسیوس) در نوسان است.
جنگل‌ها ۳۴٪ کل مناظر این کشور را پوشانده‌اند، و محصولات جنگلی را یکی از پررونق‌ترین منابع طبیعی برای این سرزمین می‌کنند. دیگر منابع طبیعی که می‌توان در بلاروس یافت شامل ذخایر زغال‌سنگ نارس، مقادیر اندکی نفت و گاز طبیعی، گرانیت، دولومیت، سنگ آهک، خاک رسوبی (آهک دار)، گل سفید، ماسه، شن و خاک رس می‌شود.
در حدود یک پنجم این سرزمین، بیشتر در ایالات جنوب خاوری و گومل و موگیلف هنوز تحت تأثیر انفجار سال ۱۹۸۶ در فاجعه نیروگاه هسته‌ای چرنوبیل قرار دارد. با این که مقدار پرتوافکنی از زمان فاجعه تاکنون (تا یک درصد) کاهش یافته، بیشتر این ناحیه به عنوان نواحی غیرقابل سکونت در نظر گرفته شده است.

## اقتصاد

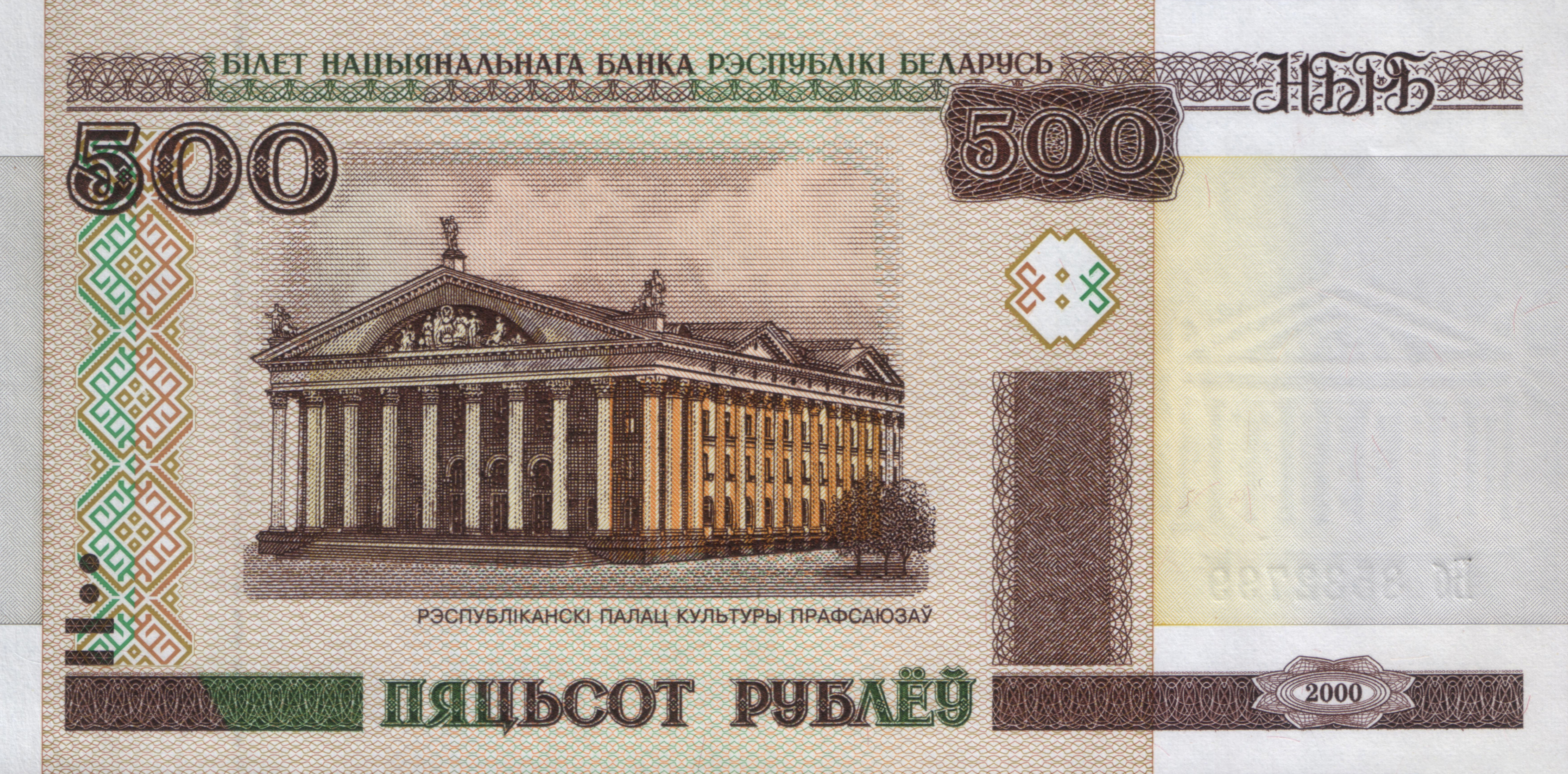
واحد پول ملی ،(BYB/BYR) تنزل اسکناس ۲۰۰۰ روبلی به ۵۰۰ روبل بلاروس

نظام اقتصادی تا حدود ۸۰٪ تحت کنترل دولت قرار دارد، و از زمان اتحاد شوروی تاکنون چنین بوده است. این کشور از لحاظ اقتصادی نسبتاً با ثبات است، اما تا حدود زیادی در تأمین مواد خام به متحد نزدیک خود روسیه وابسته است. صنعت و کشاورزی عمدتاً در دست دولت قرار دارد؛ بنابراین بلاروس یکی از معدودترین بازمانده‌های اقتصادهای ملی با سرمایه‌گذاری دولتی است. کشاورزی تحت کنترل کشت اشتراکی با زیربخش‌های عمده کشت سیب زمینی و پرورش دام است.

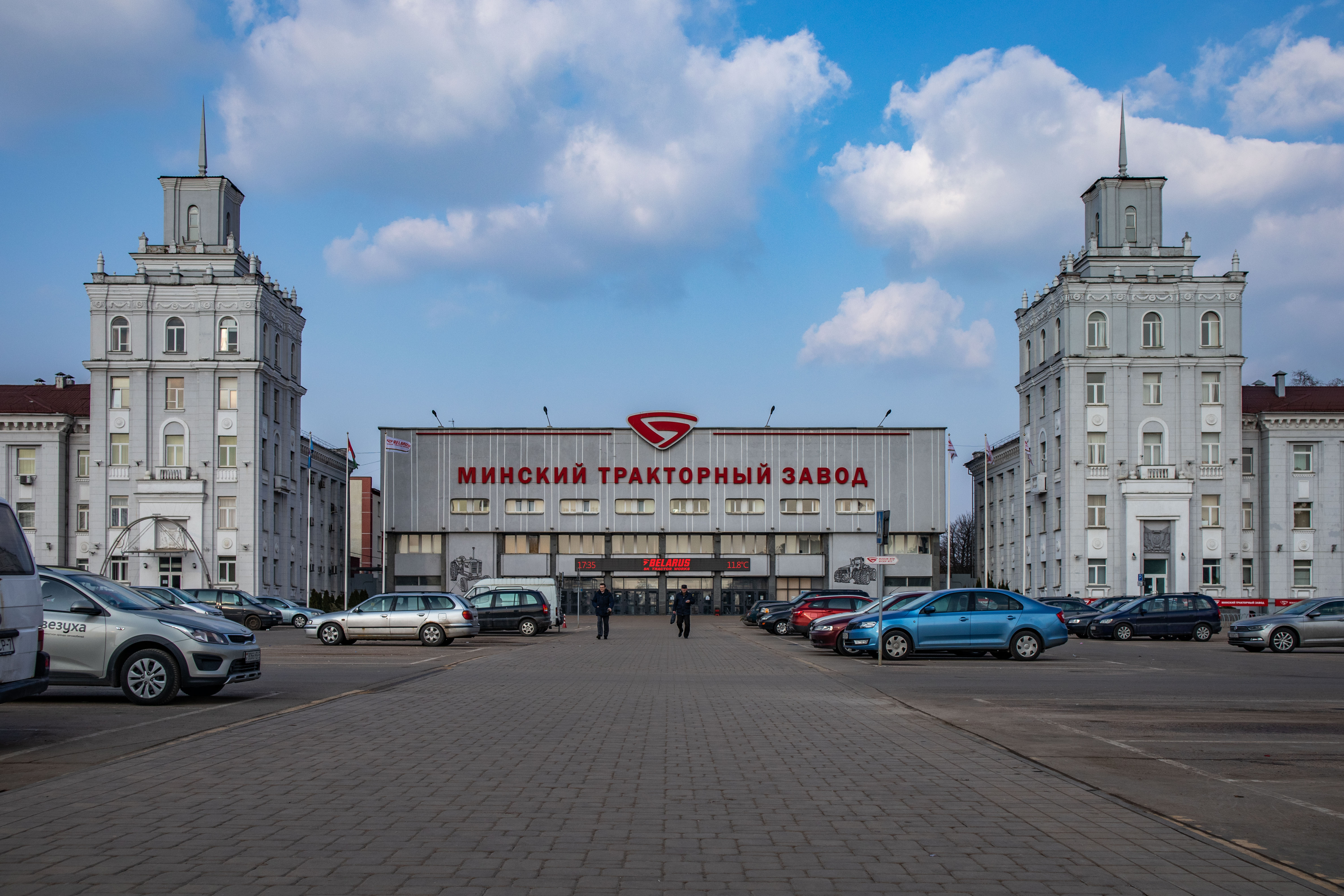
مینسک تراکتور شرکت صنایع سنگین بلاروس

از لحاظ تاریخی مهم‌ترین شعب صنعت شامل منسوجات و فرآوری چوب (جنگلی) می‌باشد. پس از سال ۱۹۶۵، ایجاد صنعت سنگین و مهندسی مکانیک (تراکتور، یخچال) عمدتاً سبب ارتقاء توسعه صنعتی گردید. در داخل اتحاد شوروی، بلاروس یکی از توسعه یافته‌ترین جمهوری‌ها از لحاظ صنعتی بود. به لحاظ اقتصادی، بلاروس خود در همسود کشورهای مستقل، مجمع اقتصادی اوراسیا و اتحادیه روسیه و بلاروس شرکت دارد. پس از سال۱۹۹۰، با عرضه ساختارهای بازار آزاد به داخل اتحاد شوروی پیشین، تولید صنعتی شناور گردید. اما، رشد اقتصادی در سال ۱۹۹۶ به آن بازگشت و بلاروس در سال۲۰۰۱ اولین کشور از گروه کشورهای مستقل همسود (CIS) بود که به سطوح تولید صنعتی و کشاورزی سال ۱۹۹۰ رسید.
تولید ناخالص ملی برای سال ۲۰۰۵ (تخمیناً) بالغ بر ۱۳/۷۹ میلیارد دلار که تقریباً برابر با درآمد سالانه ۷۷۰۰ دلار به ازای هر فرد می‌شود. در سال ۲۰۰۵، تولید ناخالص ملی تا حدود ۹٪–۸ با وجود نرخ متوسط تورم حدود ۸٪، افزایش یافت. بر طبق (آمار) سازمان ملل، طی ده سال گذشته، متوسط ماهانه درآمد از ۲۰دلار آمریکا به ۲۲۵ دلار آن افزایش یافته است.

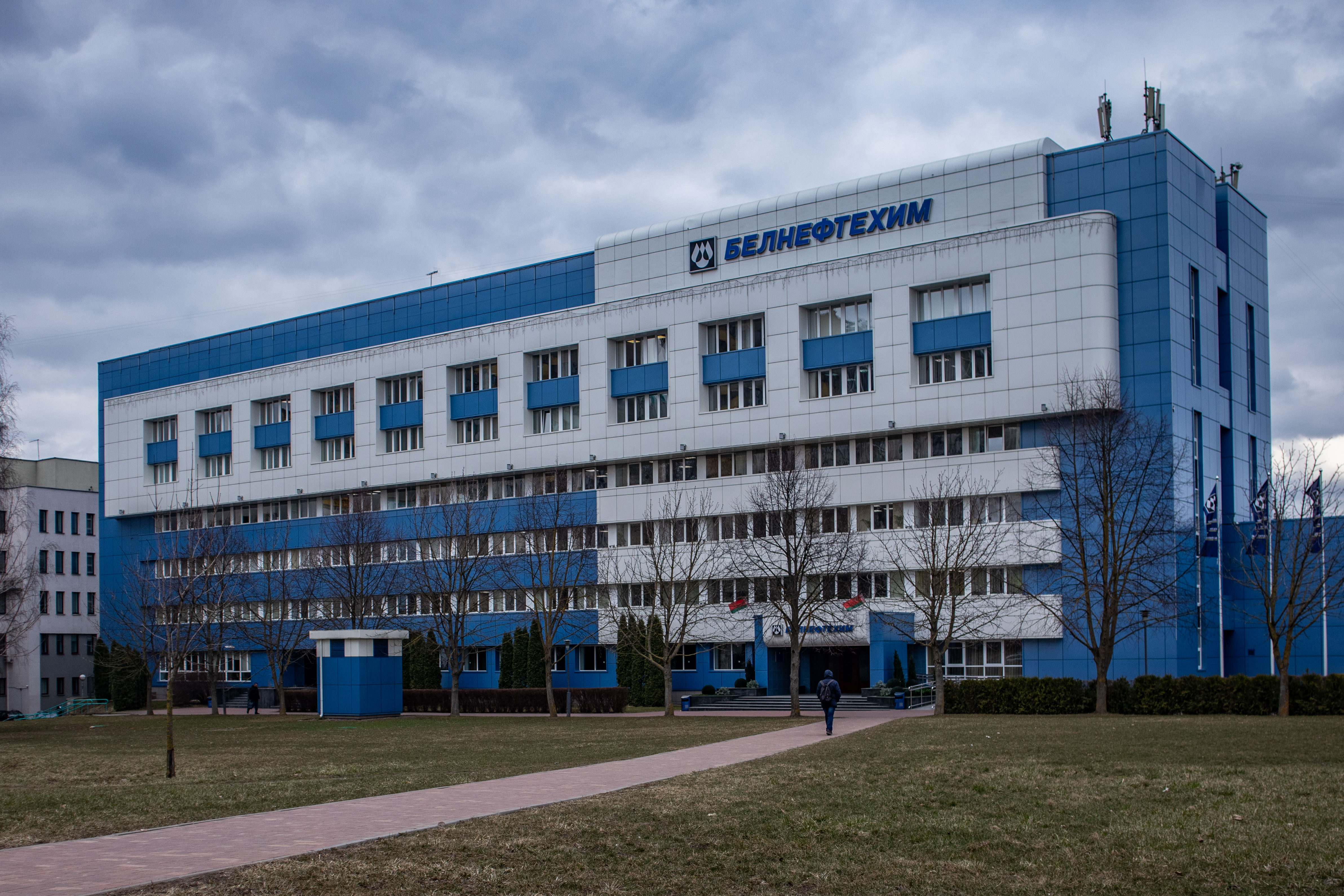
بلنفتخیم شرکت صنایع پتروشیمی بلاروس

نرخ بیکاری، بر اساس آمار دولت بلاروس، در سال ۲۰۰۵، ۲٪ بوده است. اما، کارشناسان خارجی معتقد بوده‌اند که نرخ واقعی آن احتمالاً از این میزان بیشتر است. موضوع بحث برانگیزتر، تصمیم این کشور به کنار گذاشتن روبل بلاروس (BYR) به نفع روبل روسیه (RUB) می‌باشد که بر طبق آژانس خبری روسیه، آژانس ایتارتاس، از ۱ ژانویه ۲۰۰۸ آغاز می‌شود.
اقتصاد بلاروس تحت فشار اوضاع سیاسی داخل این جمهوری است. این فشار عمدتاً به شکل تحریم‌ها علیه این کشور یا رهبری بلاروس قابل احساس است؛ مثلاً، اتحادیه اروپا، قطعنامه شورای (EC) به شماره ۲۰۰۶/۷۶۵ را در ۱۸ مه ۲۰۰۶، تصویب نمود. این قانون موجب مسدود شدن حساب‌های رئیس‌جمهور لوکاشنکو و نیز بین ۳۰ تا ۳۵ نفر از مقامات بلندپایه بلاروس در بانک‌های خارجی می‌شود. این تحریم‌ها همچنین شامل ممنوعیت سفرهای رهبران یادشده به نقاط گوناگون می‌شود. این تحریم از سوی اتحادیه اروپا پس از زمانی اعمال شد که فراکسیون این کشور اعلام نمود که انتخابات ۱۹ مارس ۲۰۰۶ فریبکارانه بوده و نیز گروه‌های مخالف در این کشور سرکوب شده‌اند.

## جمعیت‌شناسی

تغییر در جمعیت بلاروس (۲۰۱۰–۱۹۶۰)

هرم جمعیت کشور بلاروس در سال ۲۰۲۳

بزرگ‌ترین قوم در این کشور بلاروسی‌ها هستند که ۸۳ درصد جمعیت ۱۰ میلیون نفری این کشور را تشکیل می‌دهند. روس‌ها دومین گروه پرجمعیت این کشور با حدود ۸٪ از ترکیب جمعیتی این کشور می‌باشند. لهستانی‌ها با ۳٫۱٪ و اوکراینی‌ها با ۱٫۷٪ دیگر اقلیت‌های قومی این کشور هستند. روسی و بلاروسی هر دو زبان‌های رسمی این کشور هستند. روسی زبان اصلی کشور است و ۷۲ درصد به آن صحبت می‌کنند.
جمعیت این کشور مثل اغلب کشورهای اروپای شرقی در دو دهه اخیر روند کاهشی داشته و از بیش از ده میلیون در اواخر دهه ۱۹۸۰ و اوایل دهه ۱۹۹۰ به ۹٫۵ میلیون در سرشماری سال ۲۰۰۹ رسیده است. تراکم جمعیت در حدود ۵۰ نفر به ازای کیلومتر مربع است و حدود ۷۲٪ مردم شهرنشین هستند. از جمعیت شهرنشین ۲۴٪ در مینسک، پایتخت و بزرگ‌ترین شهر بلاروس زندگی می‌کنند.
سن میانگین جمعیت ۳۷ سال است. نرخ باروری در سال ۲۰۰۷ حدود ۱٫۲۲ (بسیار پایینتر از نرخ جانشینی) بود و نرخ مهاجرت نیز منفی بود. امید به زندگی ۶۸٫۷ سال (۶۳ سال برای مردان و ۷۴٫۹ سال برای زنان) است. تعداد زنان بیشتر است و به ازای هر ۱۰۰ زن ۸۷ مرد وجود دارد. ۹۹ درصد افراد بالای ۱۵ سال باسواد هستند.
بر اساس آمارهای دولتی در سال ۲۰۰۹ ۵۸٫۹٪ درصد به یک مذهب اعتقاد دارند و ۴۱٫۱٪ درصد بی‌دین هستند. بیشتر مذهبی‌ها به کلیسای ارتدوکس شرقی پایبند هستند و کلیسای کاتولیک نیز در نواحی غربی (۷ درصد کل جمعیت) پیروانی دارد. این کشور در گذشته از مهم‌ترین مراکز جمعیتی یهودیان اروپا بود و جمعیت یهودیان آن به ۱۰ درصد می‌رسید اما از میانه‌های قرن بیستم جمعیت آن‌ها به شدت کاهش یافته و اکنون اقلیت کوچک کمتر از یک درصدی را تشکیل می‌دهند.

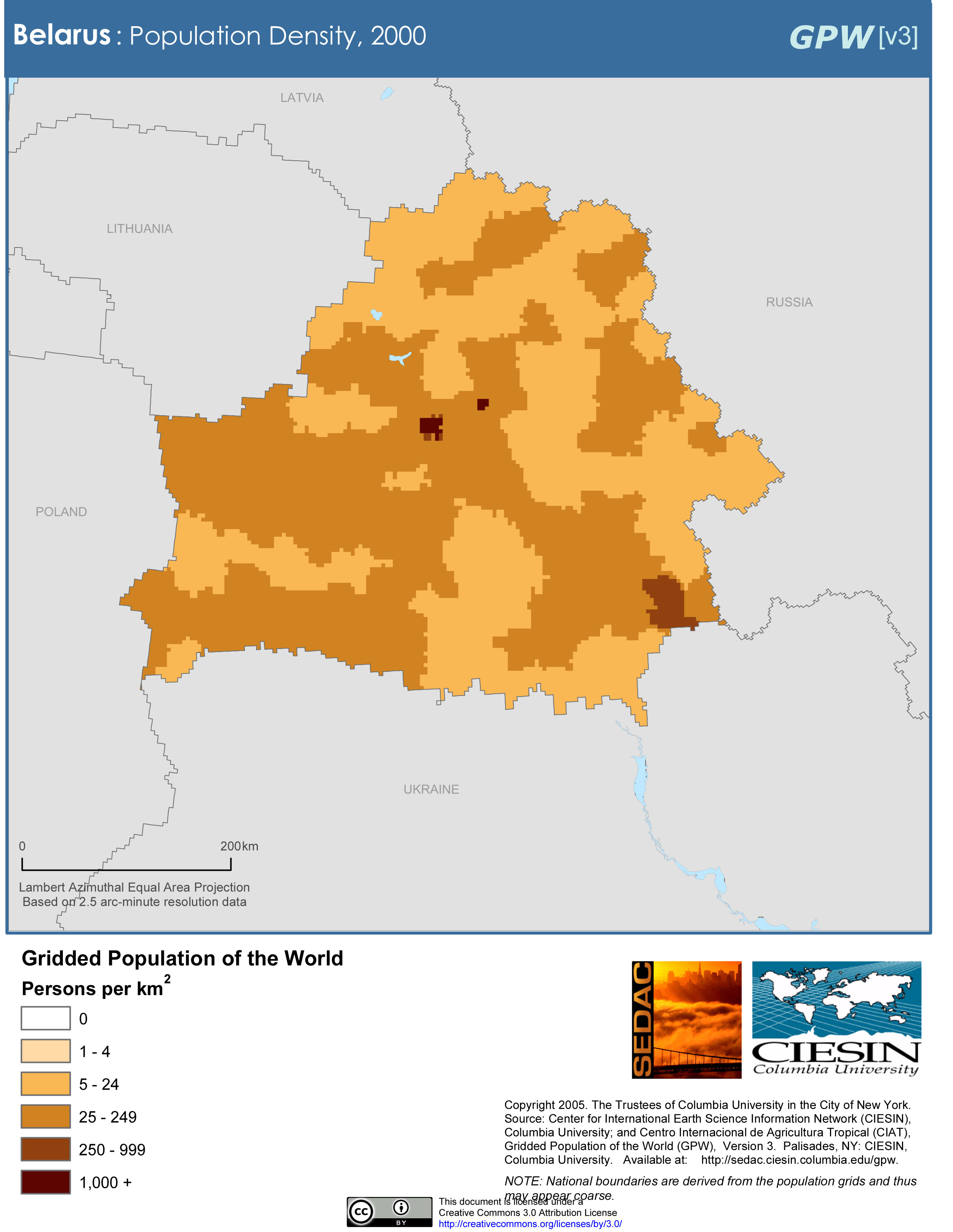
تراکم جمعیت کشور بلاروس در سال ۲۰۰۰

نرخ مهاجرت به ازای هر هزار نفر در بلاروس برابر با ۳٫۲+ است. بر طبق گزارش سازمان بین‌المللی مراقبت (از) کودکان، (در مقایسه با ۱۶۷ کشور) بلاروس دارای بالاترین نرخ در میان همه کشورهای اتحاد شوروی سابق است. آن دارای رتبه ۱۶ برای نسبت شاخص مادران، رتبه ۱۴ برای نسبت شاخص زنان و رتبه ۲۰ برای نسبت شاخص کودکان است. نزدیک‌ترین کشورها به آن در بین کشورهای اتحاد پیشین شوروی، استونی (رتبه ۱۸ برای رده زنان)، اوکراین (۲۶/۳۱/۲۱) و روسیه (۶۴/۳۴/۲۷) هستند.
بزرگ‌ترین شهرهای بلاروس (۲۰۲۰):
- مینسک – ۱٬۷۴۲٬۰۰۰
- گومل – ۴۸۰٬۰۰۰
- موگیلف – ۳۶۹٬۰۰۰
- ویتبسک – ۳۴۲٬۰۰۰
- گرودنا – ۳۱۷٬۰۰۰
- برست – ۳۰۰٬۰۰۰
- بابرویسکا – ۲۲۰٬۰۰۰
- بارانویچی – ۱۶۸٬۰۰۰
- باریساوو – ۱۴۴٬۰۰۰
- اورشا – ۱۲۵٬۰۰۰
- پینسکا – ۱۳۰٬۰۰۰
- مازیر – ۱۱۲٬۰۰۰
- سالیگورسک – ۱۰۱٬۰۰۰
- نواپولاتسک – ۱۰۱٬۰۰۰

## فرهنگ

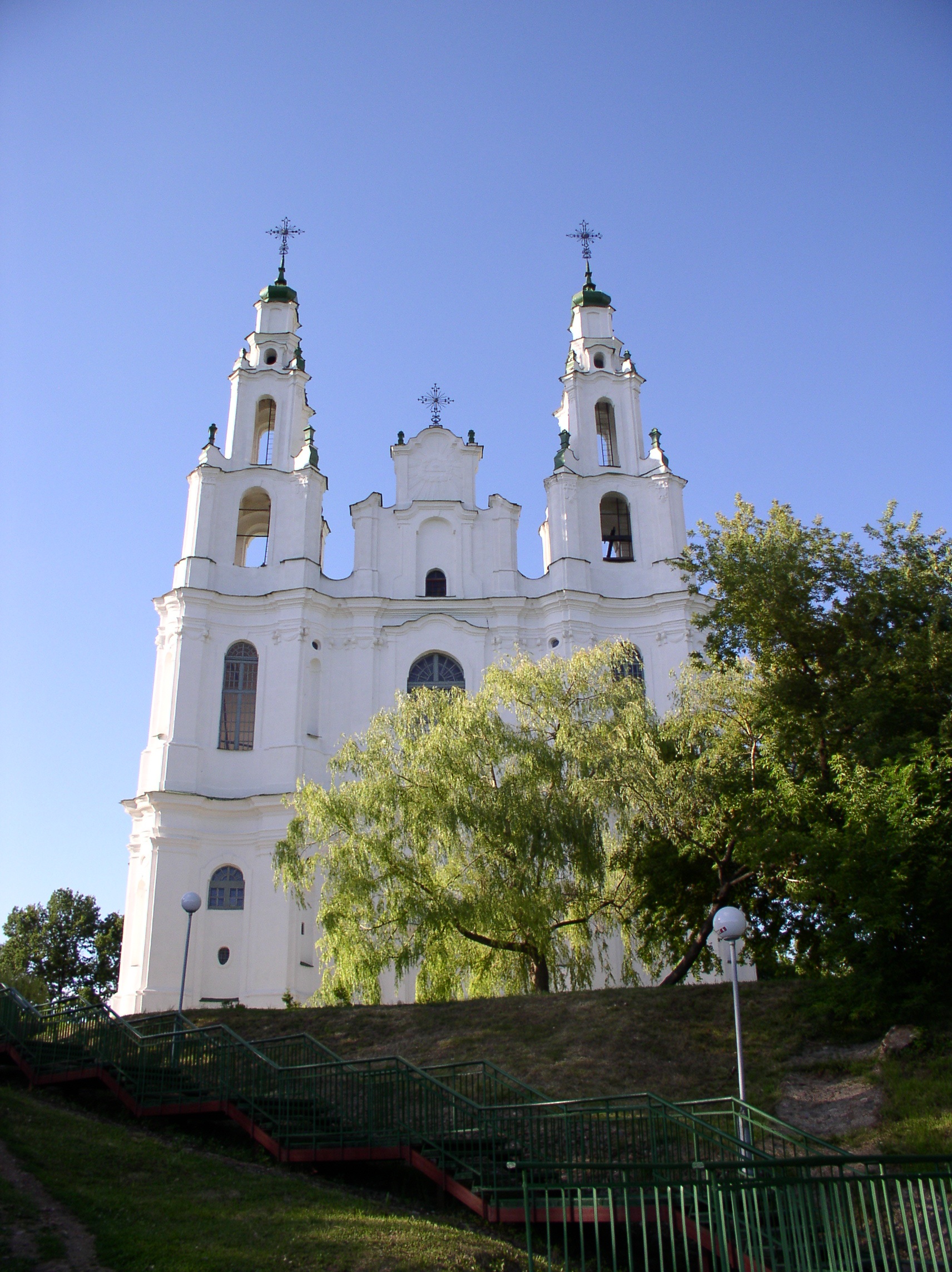
کلیسای صوفیا در پولاتسک

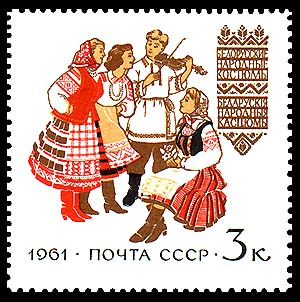
تمبر پستی اتحاد شوروی در سال ۱۹۶۱، نشان دهنده آداب سنتی بلاروس

تاریخچه لباس سنتی بلاروس به زمان روسیه کییفی بر می‌گردد و در طول زمان تحت تأثیر فرهنگ‌های همسایه: لهستانی‌ها، لیتوانیایی‌ها، تویان‌ها، روس‌ها و دیگر کشورهای اروپایی قرار گرفته است. گذشته از ریشه‌های غالب روتنیایی (در اوکراین)، سبک آشپزی بلاروسی بسیار به لیتوانیایی نزدیک می‌باشد. برخی اوقات آن را تا حدودی نسبت به همسایگان بانفوذ خود از غنا و تأثیر کمتری برخوردار است. اما، در واقع این می‌تواند حاصل نبود کلی هویت ملی باشد که هنوز به عقب نگهداشتن کشور از توسعه ادامه داده و نیز سبب افت وجود سنت‌های آشپزی در ۱۰۰ سال گذشته شده است.
جنبه‌های خاص فرهنگ بلاروس به دلیل روسی شدن آن، در طول زمان از دست رفته است. رئیس‌جمهور لوکاشنکو قوانینی را عرضه نموده که ایستگاه‌های رادیویی و تلویزیونی را وادار می‌نماید پیشرفت روزبه روز بلاروس را نمایش دهند، اما این اجرای این کار، تفاوتی ندارد به زبان بلاروسی باشد یا به زبان روسی. ایستگاه‌های رادیو و تلویزیونی مذکور، دولتی بوده، و توسط شرکت تلویزیونی-رادیویی دولتی کشور اداره می‌شود.
دولت روسیه بسیاری از جشنواره‌های فرهنگی سالانه را برگزار می‌نماید: «بازار اسلاویانتسکی در ویتبسک»، «چشمه مینسک»؛ «همایش‌های تئاتری اسلاوونیک»؛ «جشنواره ملی دروگری»؛ «هنرها برای کودکان و جوانان»؛ «مسابقه هنرهای نمایشی گروه جوانان»؛ «مشاعره‌های نیزویژ»؛ «قصر صلح»؛ و جشنواره ملی ترانه و شعر بلاروس. این وقایع اجرا کنندگان با استعداد بلاروسی را نمایش می‌دهد، اعم از این که در موسیقی، هنر، شعر، رقص یا تئاتر دارای ذوق باشند. در این جشنواره‌ها، جوایز گوناگونی تحت عنوان قهرمانان شوروی و بلاروسی به خاطر مهارت آن‌ها در موسیقی یا هنر اعطاء می‌شود. شماری از روزهای تعطیل در این کشور نظیر روز استقلال یا روز پیروزی جمعیت فراوانی را به خود جذب می‌کند و نمایش‌های متعددی همچون آتش بازی و رژه‌های نظامی در آن‌ها برگزار می‌شود. بیشتر این جشنواره‌ها در ویتبسک یا مینسک برپا می‌شود.
بلاروس دارای چهار مکان میراث (فرهنگی) جهانی است، که دو تا از آن‌ها بین این کشور و کشورهای همسایه مشترک هستند. این چهار مورد عبارتند از: مجموعه قصر صلح؛ قصر نیازویژ؛ بلووژسکایا پوشاچا (مشترک با لهستان)؛ طاق زمین پیمای استروو (که در آن با کشورهای استونی، فنلاند، لیتوانی، لتونی، نروژ، مولداوی، روسیه، سوئد و اوکراین سهیم می‌باشد)

## مناطق دیدنی
- قلعه میر (mir castle complex)
- جنگل بیالوزا (bialowieza forest)
- قلعه برست (twierdza brzeska)

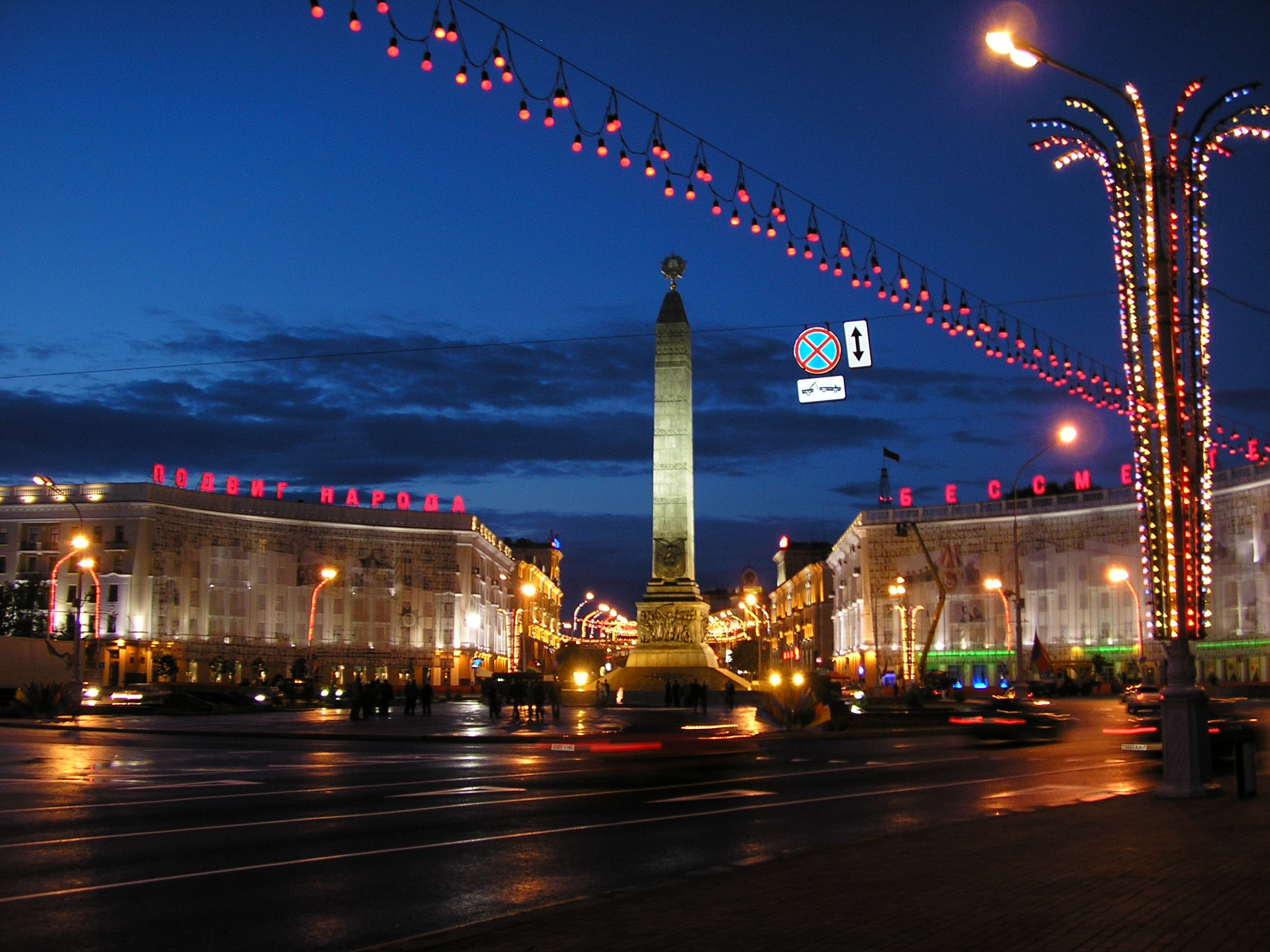
میدان پیروزی، مینسک

- کلیسای سنت سیمون و هلنا (church of saints simon and helena minsk)
- پارک گورگی (gorky park)
- کاخ گومل (gomel palace)
- برج کامیانتس (tower of kamyanets)
- باغ گیاه‌شناسی (botanical garden)

## رتبه‌بندی بین‌المللی

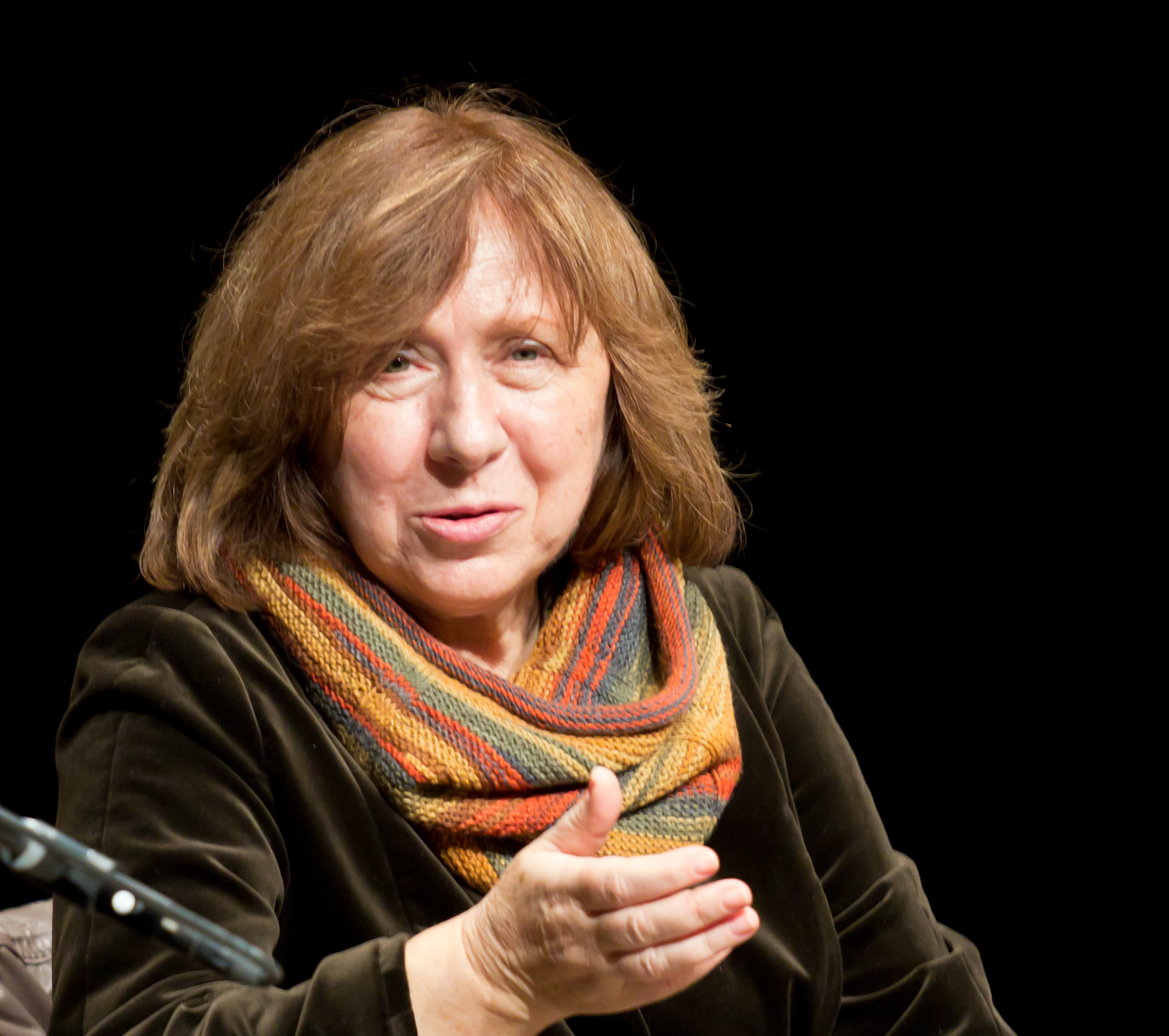
سوتلانا الکسیویچ نویسنده، روزنامه‌نگار و برندهٔ جایزه نوبل ادبیات

هر سال، تعدادی از گروه‌های غیردولتی و سازمان‌های بین‌المللی درجه‌بندی‌هایی را ارائه می‌کنند که در آن به مقایسه کشورها با یکدیگر دربارهٔ موارد فساد، آزادی در مطبوعات، فعالیت اقتصادی و حقوق زنان می‌پردازند. این، یک نمونه برداری از گروه‌های گوناگون با گزارش آن‌ها، در کنار نتایجی است که به چگونگی وضعیت رتبه‌بندی در بلاروس اشاره دارد.
- مراقبت از کودکان،[۲۶] وضعیت زنان، مادران و کودکان جهان در سال ۲۰۰۶ - رتبه ۱۶ ام برای مادران، ۱۴ ام برای زنان و ۲۰ ام برای کودکان در بین ۱۶۷ کشور
- ‌ای.تی. کندی/مجله سیاست خارجی:فهرست جهانی شدن ۲۰۰۵،[۲۹] کشور رتبه‌بندی نشده‌اند
- بنیاد میراث (فرهنگی)/ روزنامه وال استریت:2005 بایگانی‌شده  در ۴ فوریه ۲۰۰۸ توسط Wayback Machine شاخص آزادی اقتصادی رتبه ۱۴۳ ام در بین ۱۵۵ کشور (با رتبه ۹۹/۳، رکود اقتصادی)
- نرخ توسعه مالی بین‌المللی:[۳۰] ۶۰ (کشور و ناحیه) در این رتبه‌بندی شرکت نکرده‌اند.
- (هفته نامه) اکونومیست:[۳۱] جهان در سال ۲۰۰۵- شاخص کیفیت زندگی در سراسر دنیا، رتبه ۱۰۰ ام از بین ۱۱۱ کشور
- گزارشگران بدون مرز:[۳۲]- فهرست سالانه آزادی مطبوعات در سراسر دنیا (۲۰۰۴)، رتبه ۱۴۴ ام از میان ۱۶۷ کشور
- شفاف‌سازی بین‌المللی:[۳۳]- فهرست آمار فساد ۲۰۰۴- رتبه ۷۴ ام در بین ۱۴۶ کشور
- برنامه توسعه سازمان ملل:[۳۴]- مقام ۶۲ ام از بین ۱۷۷ کشور
- عرصه اقتصادی جهان:[۳۵] گزارش رقابت جهانی ۲۰۰۵–۲۰۰۴ – رتبه‌بندی فهرست رقابت رشد، ۱۰۴ کشور در این درجه‌بندی وجود نداشتند.

## تحصیلات دانشگاهی

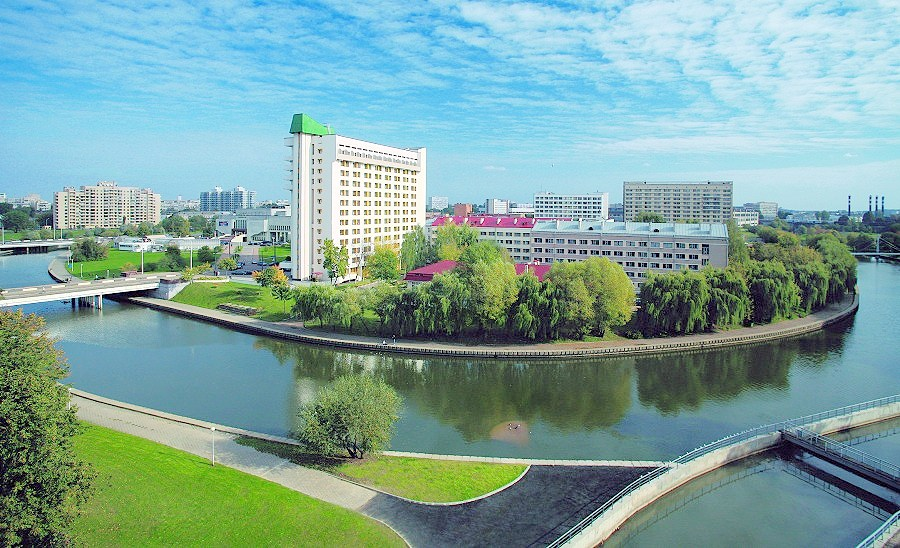
دانشگاه دولتی بلاروس

تحصیلات دانشگاهی در بلاروس ملزم به دارا بودن مدرک پیش دانشگاهی روسی (پادفک) است. در بلاروس چندین دانشگاه وجود دارد که همه ساله دانشجویانی را از بلاروس و سایر کشورها به خود جذب می‌کنند. ایرانیان بسیاری نیز برای ادامه تحصیل به خصوص در رشته‌های شاخه پزشکی این کشور را انتخاب می‌کنند. از جمله دلایل آن می‌توان به امکان تحصیل به انگلیسی و هزینه پایین و پذیرش آسان‌تر نسبت به کشورهای غرب اروپا اشاره کرد. از تابستان ۱۳۹۵، مدارک این کشور برای دانشجویان رشته‌های وزارت بهداشت در ایران، فاقد اعتبار اعلام شد.

## وب سایت‌های دولتی
- سایت رئیس‌جمهور
- دولت بلاروس
- سفارت بلاروس در آمریکا بایگانی‌شده  در ۲ نوامبر ۲۰۱۷ توسط Wayback Machine
- دولت الکترونیک بلاروس

## اطلاعاتی-فرهنگی
- سایت متفرقه در بلاروس
- راهنمای مجازی بلاروس
- درون بلاروس- بلاروس در دست بلاروسی‌ها
- درون بلاروس- بلاروس در دست بلاروسی‌ها
- دایرکتوری شبکه با سرفصل‌های بلاروسی بایگانی‌شده  در ۸ ژوئیه ۲۰۰۷ توسط Wayback Machine
- اخبار و تحلیل بلاروس
- پارک دودوتکی: یک موزه در فضای باز
- راهنمای سفر به بلاروس
- آژانس ملی جهانگردی بلاروس
- تصاویر ویدئویی از مینسک
- خوردن به سبک بلاروسی
- جشنواره‌های بلاروس
- تاریخچه بلاروس بر مبنای مناسبت‌ها
- رسانه‌ها در بلاروس
- فهرست شماره تلفن‌های ضروری بلاروس